# Taikiken
O Taikiken (太気拳) é um estilo de arte marcial interna japonêsa criado pelo mestre Kenichi Sawai.
Trabalha o "Ki" (energia) como aspecto principal de seu treino.  
Na criação do Taikiken, Kenichi Sawai integrou aos ensinamentos de Yiquan chinês, recebidos do mestre Wang Xiang Zhai, com os aspectos essênciais das práticas de Kenjutsu, Kendô, Battojutsu, Judô, Jujitsu, e Kobudô, todas nascidas no Japão.